# Villarluengo

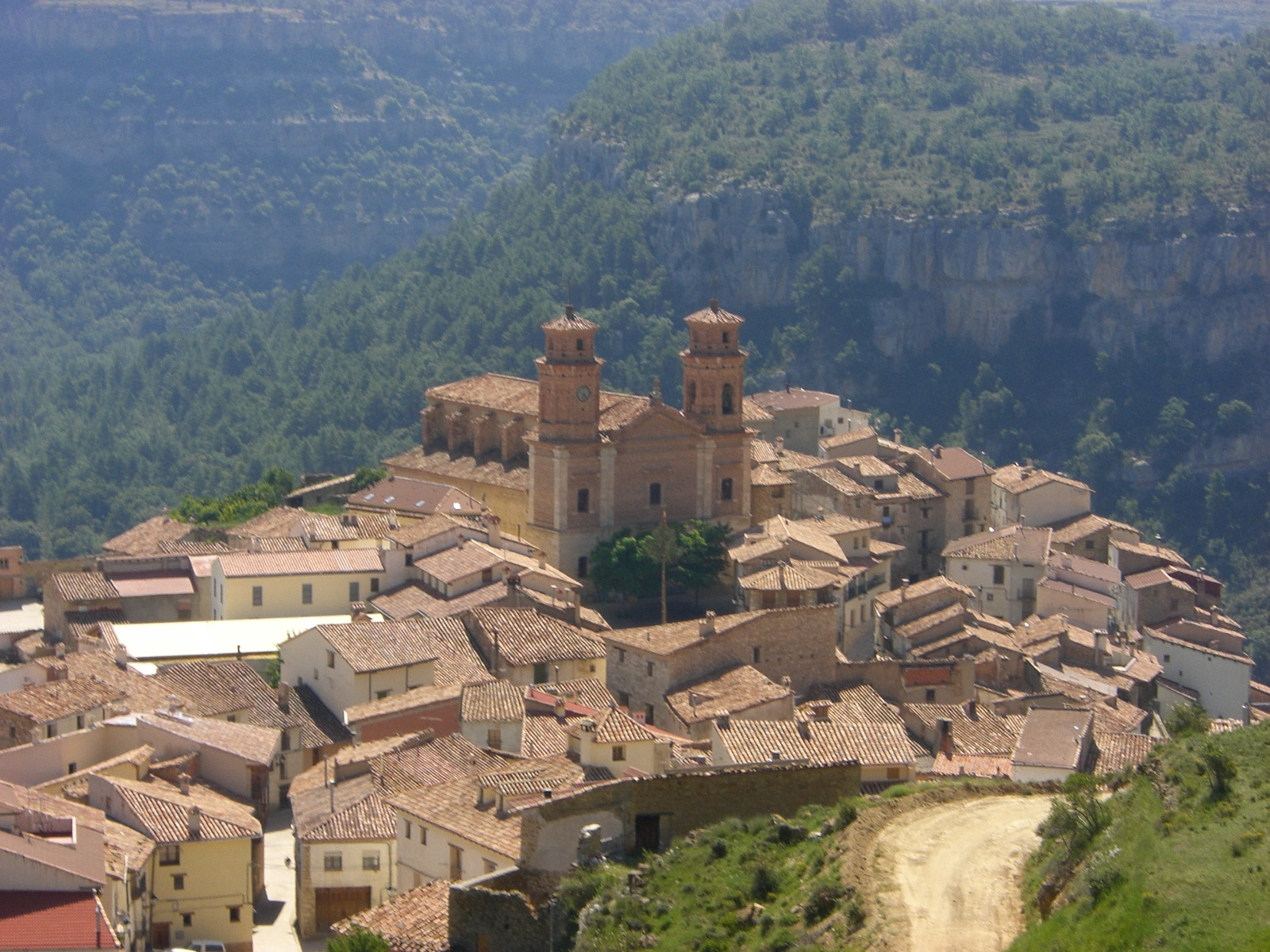

Villarluengo is een gemeente in de Spaanse provincie Teruel in de regio Aragón met een oppervlakte van 157,89 km². Villarluengo telt 176 inwoners (1 januari 2016).

## Demografische ontwikkeling
Bron: INE, 1857-2011: volkstellingen
Opm.: In 1970 werd de gemeente Montoro de Mezquita aangehecht